# Lý Văn Bưu
Lý Văn Bưu (李文寶, ?-?) là một võ tướng của nhà Tây Sơn. Ông là một trong bảy vị tướng được tôn gọi là Tây Sơn thất hổ tướng.
Lý Văn Bưu còn có tên khác là Mưu, xuất thân trong một gia đình giàu có chuyên nghề buôn ngựa ở Đại Khoang, Phù Cát, Bình Định. Nổi tiếng ngay từ tuổi niên thiếu về tài đức, võ nghệ, một phần vì ngựa tốt mà ông bán nên ông có rất nhiều hào kiệt làm bằng hữu. Trong số những khách mua ngựa của ông có cả đại tướng của Tây Sơn là Võ Văn Dũng và nữ tướng Bùi Thị Xuân. Về sau, ông tham gia vào phong trào Tây Sơn với vai trò huấn luyện chiến mã, ngoài ra ông còn chỉ dạy cho Bùi Thị Xuân cách huấn luyện chiến mã để sau này bà áp dụng nó vào huấn luyện voi chiến.
Khi Tây Sơn khởi nghĩa ông tham gia vào quân đội Tây Sơn với phẩm hàm đô đốc. Ông đã từng theo Quang Trung đi đánh quân Thanh ở trong trận Ngọc Hồi-Đống Đa năm 1789.
Sau khi vua Quang Trung băng hà, niềm tin vào triều Tây Sơn của ông bị suy sụp. Đồng thời, khi Quang Toản nối ngôi lại cai trị không khéo léo khiến nội bộ Tây Sơn xảy ra lục đục, quan văn lộng quyền, các tướng tranh hại lẫn nhau mà không kể đến việc Nguyễn Ánh đã tấn công tới tận Quy Nhơn. Ông lấy đó làm chán nản cáo bệnh về lại quê cũ tiếp tục sống bằng nghề nuôi ngựa.